# Dugesia burmaensis
Dugesia burmaensis és una espècie de triclàdide dugèsid que habita Myanmar, al sud-est d'Àsia. La localitat tipus és el llac Inle, a l'estat Shan. Els espècimens a partir dels quals es va descriure l'espècie van ser recollits el mes de febrer de l'any 1917 pels doctors N. Annandale i F. H. Gravely.

## Morfologia

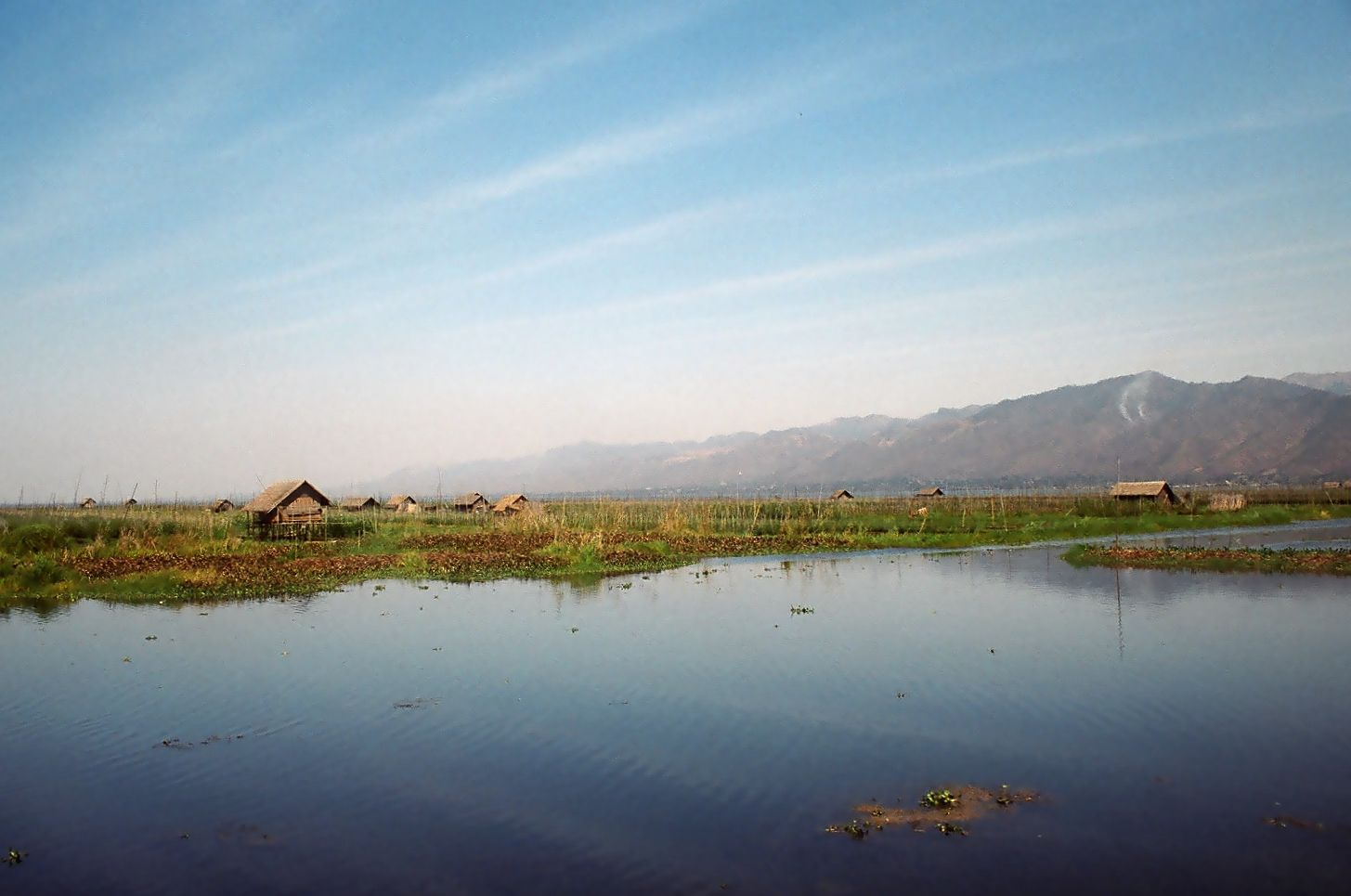
Llac Inle, habitat de D. burmaensis.

El cap de D. burmaensis és triangular i presenta dos ulls o òrgans fotoreceptors situats a l'altura de les puntes de les aurícules. Aquesta espècie està totalment desproveïda de les àrees despigmentades corresponents als òrgans sensorials de les aurícules. La distància entre els dos ulls és una mica inferior que la distància entre ells i les puntes de les aurícules. El cos de D. burmaensis és allargat i aplanat dorsoventralment. Els exemplars madurs mesuren 5-7 mm de longitud i 1,5-2 mm d'amplada. La coloració dorsal de base és marró clar, sense pigments. La superfície ventral és més clara, exceptuant la regió dels genitals que és d'un color negrós. L'epidermis és més gruixuda a la superfície dorsal que la ventral i està desproveïda de rabdites, que tampoc són presents al parènquima. La musculatura dèrmica presenta una estructura típica consistint en capes circulars, diagonals i longitudinals.

## Ecologia
D. burmaensis habita a l'aigua dolça. Es coneix únicament de la localitat tipus, el llac Inle, en el que es desplacen pel seu fons fangós. Els espècimens emprats per a la descripció formal de l'espècie van ser recollits d'una fondària d'uns 3,5 metres.